# Giovanni Peruzzini
Giovanni Peruzzini dit l'Ancônitain (Urbania, 1629 - Milan, 1694) est un peintre baroque italien.

## Biographie
Giovanni Peruzzini est le frère de Paolo Peruzzini et d'Anton Francesco Peruzzini et fils de Domenico Peruzzini.
Il commence sa carrière dans l'actuelle province de Pesaro-Urbino dans l’atelier paternel mais déménage rapidement avec sa famille à Ancône.
Il devient l'élève du pésarais, Simone Cantarini, à Rome, et dans les années 1660-1680, il voyage beaucoup entre Ancône, Pesaro, Modène et Rome.

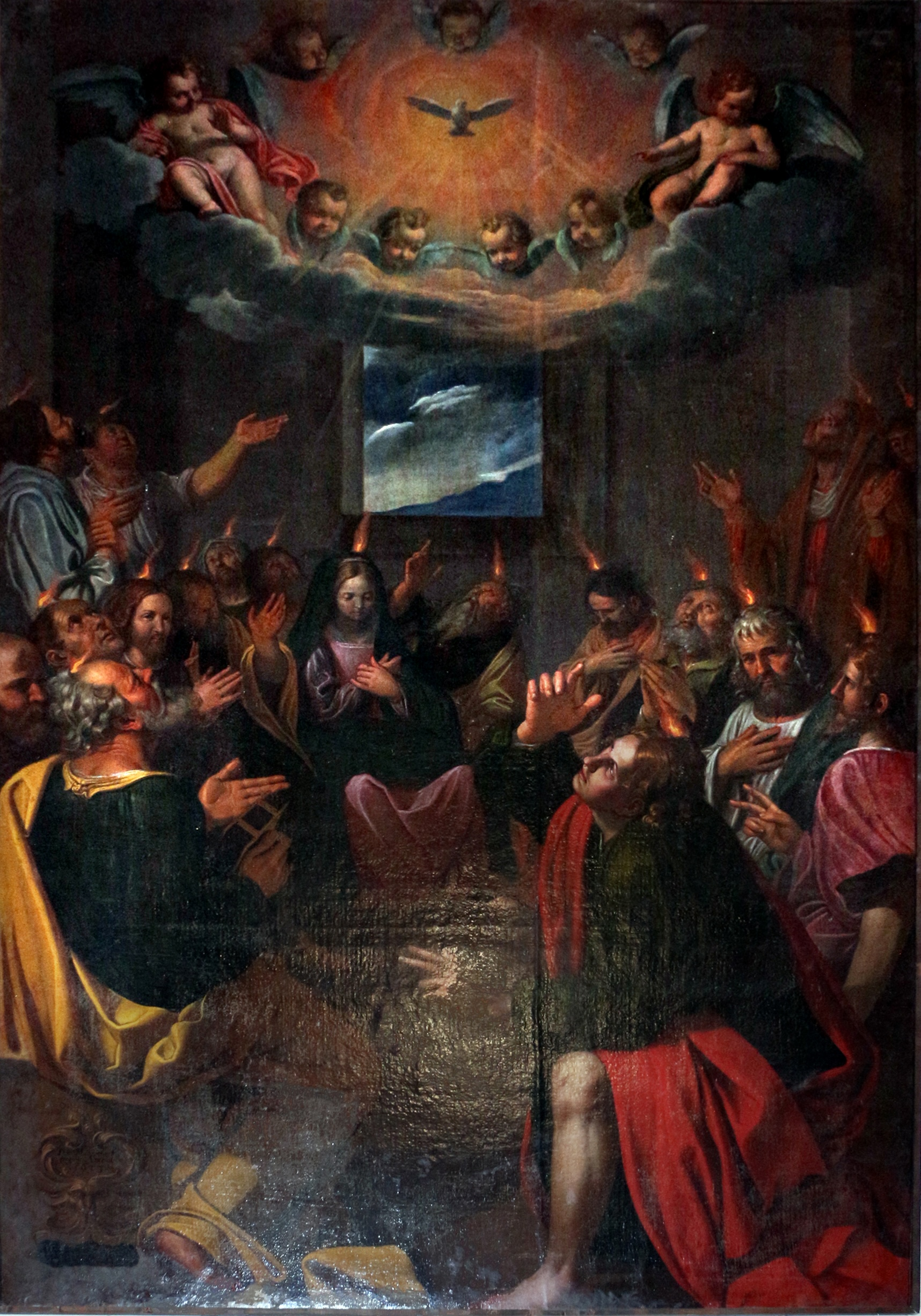
Descente de l'Esprit Saint, 1633, Ancône

Entre 1662 et 1663, il crée des retables aujourd’hui perdus, Saint Édouard III, roi d'Angleterre et Saint Étienne, roi de Hongrie et quelques panneaux sur la voûte, pour l'église Sant'Agostino de Modène.

De retour à Ancône, il peint en 1664 les fresques des lunettes du cloître disparu de San Francesco ad Alto. Toujours à Ancône, il peint une Décollation de saint Jean pour l'hôpital Santa Teresa et une pour celui des carmélites.

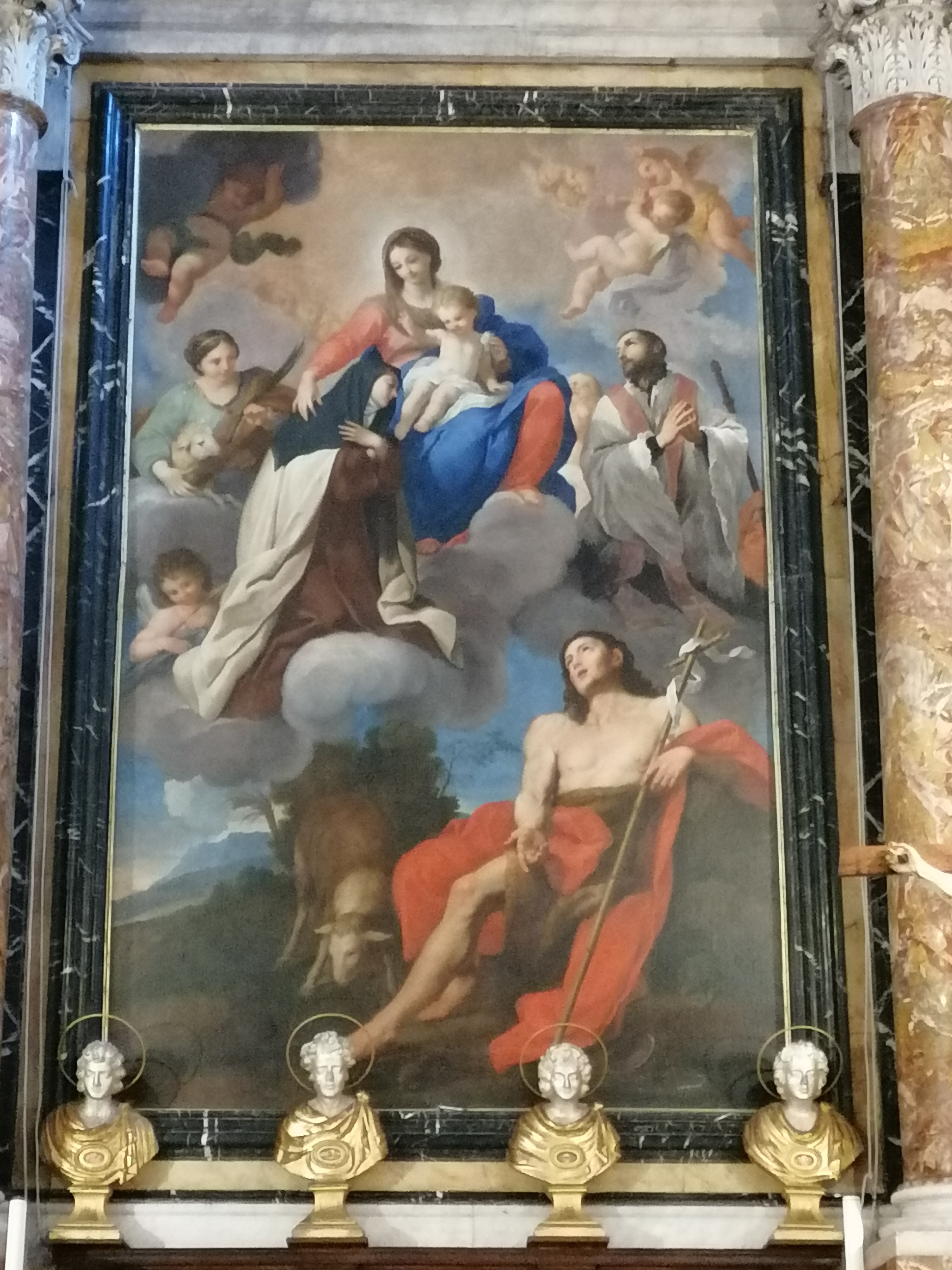
Vierge en gloire avec l'Enfant et les saints Agnès, Thérèse d'Avila, Francesco Saverio et Giovanni Battista, église San Giovanni Battista à Jesi.

Dans les années 1670, il est toujours actif à Modène, où il peint un San Filippo Neri pour l'église San Carlo.
De 1675 à 1678, il est invité à Turin, sous la protection du marquis Francesco Carron di San Tommaso, ministre de la maison de Savoie, qui l'introduit à la cour. Il obtient immédiatement diverses affectations et reçoit comme prix le titre de chevalier de l'ordre des Saints-Maurice-et-Lazare.
Vers 1680, il vit quelque temps à Bologne, où il peint une Descente du Saint-Esprit pour l'église Santi Vitale et Agricola dans les Arènes et une Sainte Cécile pour le chœur de l'oratoire Santa Cecilia. Il a également peint des épisodes des Histoires de la vie de saint Philippe Benizi dans les lunettes du portique de la basilique Santa Maria dei Servi, parmi lesquelles celle du Feu amorti est encore conservée aujourd'hui, une fresque détachée conservée dans la caserne Manara.
De nouveau à Rome, il peint en 1687 la grande toile à l'huile de la Vierge en gloire avec l'Enfant et les saints Agnès, Thérèse d'Avila, Francesco Saverio et Giovanni Battista, achetée la même année par le cardinal Alderano Cibo, ancien évêque de Jesi et élu secrétaire d'état du pape Innocent XI, pour l'Église San Giovanni Battista à Jesi.
Il meurt à Milan en 1694. 
Ses fils, Paolo et Domenico Peruzzini, furent également peintres.

## Œuvres
- Hercule et Onfale, vers 1660, Musées civiques, Pesaro
- Saint Édouard III, roi d'Angleterre, 1662-1663, église Sant'Agostino, Modène (perdue)
- Saint Étienne, roi de Hongrie, 1662-1663, église Sant'Agostino, Modène (perdue)
- Lunette du cloître, 1664, couvent San Francesco ad Alto, Ancône (détruite)
- Décollation de saint Jean, 1664, hôpital Santa Teresa (détruit)
- Translation de la Sainte Maison de Loreto, 1673, église San Salvatore in Lauro, Rome
- Saint Pie V libérant une possédée, 1673, Collegio Ghislieri, Pavie
- San Filippo Neri, début des années 1670, église de San Carlo, Modène
- Immaculée Conception avec les saints Francesco di Paola, Francesco d'Assisi et Francesco di Sales, 1676, église San Francesco da Paola, Turin
- San Giovanni della Croce, 1676, église de Santa Teresa, Turin
- Martyre de saint Laurent (Perdu), 1677, église royale de San Lorenzo, Turin
- Descente du Saint-Esprit, vers 1680, église Saints-Vitale-et-Agricola à Arena, Bologne
- Sainte Cécile, vers 1680, oratoire Santa Cecilia, Bologne
- Histoires de la vie de San Filippo Benizzi, vers 1680, Portico dei Servi, Bologne
- Portrait du comte Marcantonio Ranuzzi, 1686, Bologne
- Souper à Emmaüs, vers 1690, Milan
- Appel de Pierre et André, vers 1690, église Sant'Agata, Moltrasio
- Histoires de SS. Gusmeo et Matteo, vers 1690, église Santi Gusmeo e Matteo, Gravedona